# Acanthurus lineatus
Acanthurus lineatus là một loài cá biển thuộc chi Acanthurus trong họ Cá đuôi gai. Loài cá này được mô tả lần đầu tiên vào năm 1758.

## Từ nguyên
Tính từ định danh lineatus trong tiếng Latinh có nghĩa là "có sọc", hàm ý đề cập đến những đường sọc vàng và xanh xen kẽ trên cơ thể của loài cá này.

## Phạm vi phân bố và môi trường sống
Dọc theo đường bờ biển Đông Phi, A. lineatus được phân bố trải dài về phía đông đến quần đảo Marquises và Tuamotu (Polynésie thuộc Pháp), băng qua phần lớn những vùng biển thuộc khu vực Ấn Độ Dương - Thái Bình Dương, ngược lên phía bắc đến vùng biển phía nam Nhật Bản (gồm cả quần đảo Ryukyu và quần đảo Ogasawara), giới hạn phía nam đến bờ đông Úc (gồm cả rạn san hô Great Barrier). Chỉ có hai ghi nhận của A. lineatus lang thang tại quần đảo Hawaii.
Ở Việt Nam, A. lineatus được ghi nhận tại  và cù lao Chàm (Quảng Nam), đảo Lý Sơn (Quảng Ngãi), Ninh Thuận cũng như tại cù lao Câu (Bình Thuận), quần đảo Trường Sa và quần đảo Hoàng Sa.
A. lineatus sống tập trung trên các rạn san hô viền bờ ở độ sâu đến ít nhất là 15 m.

## Mô tả
Chiều dài cơ thể lớn nhất được ghi nhận ở A. lineatus là 38 cm, nhưng thường được quan sát với kích thước phổ biến là 25 cm. Đây là loài sinh trưởng với tốc độ khá nhanh, đạt 70 đến 80% tổng chiều dài cơ thể của chúng trong suốt một năm đầu đời, và phát triển chậm dần cho đến khi 18 tuổi. 

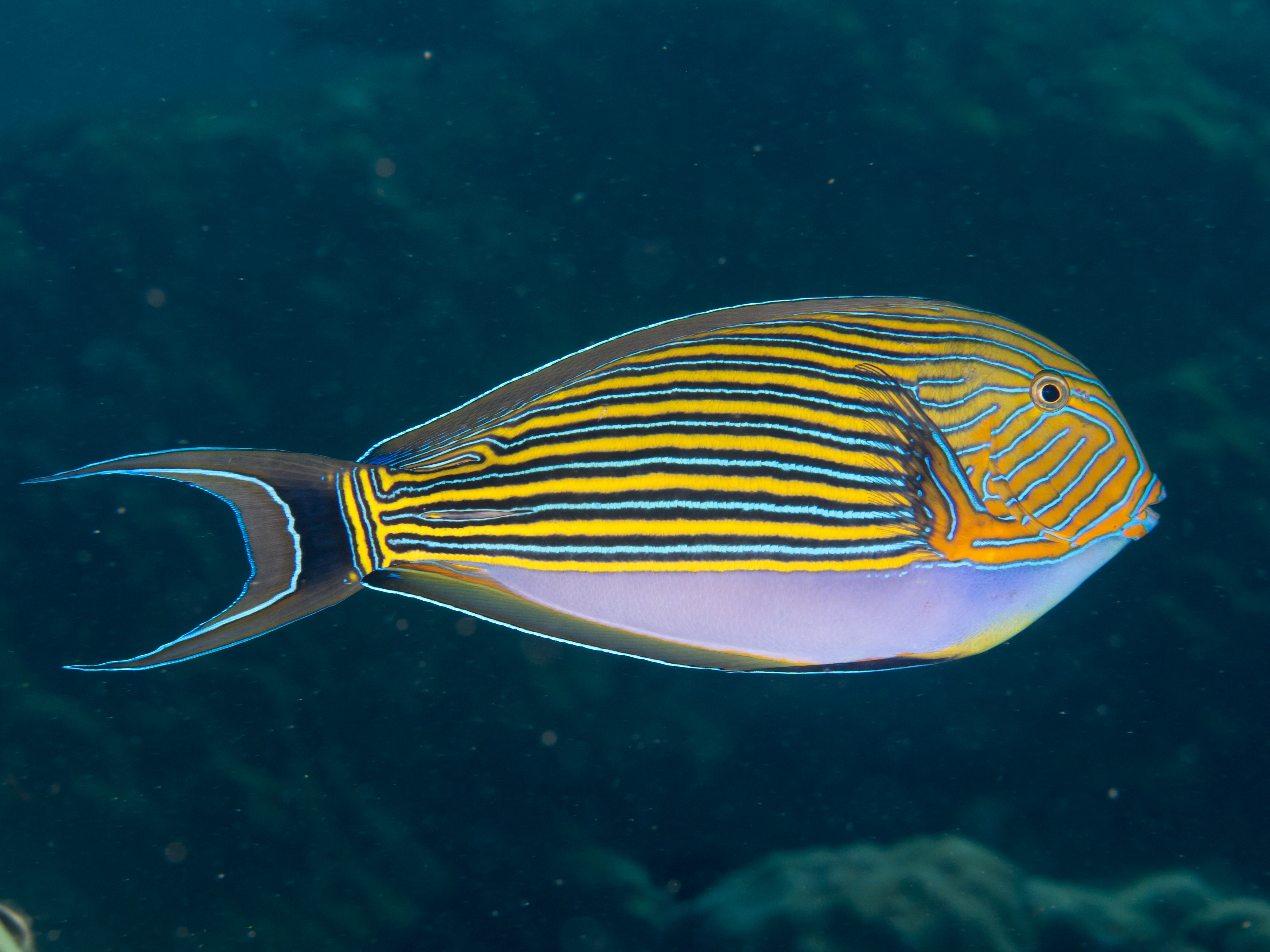
A. lineatus (ngoài khơi Raja Ampat)

A. lineatus có một mảnh xương nhọn màu vàng chĩa ra ở mỗi bên cuống đuôi, tạo thành ngạnh sắc. Ngạnh này có nọc độc và có thể gây đau đớn nếu chạm phải. Đã có báo cáo về việc ngạnh đuôi của A. lineatus có thể gây thương tích ở quần đảo Société.
Cơ thể hình bầu dục thuôn dài. Đầu có màu vàng cam với các dải màu xanh lam sáng. Thân trên có các dải sọc màu vàng và xanh lam viền đen xen kẽ nhau. Thân dưới màu trắng xanh hoặc màu tím nhạt; ánh vàng ở dưới bụng. Vây lưng và vây hậu môn màu xám đen, có dải viền màu xanh ánh kim ở rìa; vây hậu môn có dải màu vàng ở sát gốc vây. Vây đuôi lõm sâu, hình lưỡi liềm, màu xám đen với một dải hình lưỡi liềm hẹp hơn ở rìa sau vây đuôi, được viền màu xanh ánh kim; có một mảng màu đen sẫm ở giữa vây đuôi. Vây ngực trong suốt, ngoại trừ phần gốc vây tiệp màu với thân. Vây bụng màu vàng cam với rìa màu trắng, và một dải đen ở cận rìa.
A. lineatus có thể thay đổi màu sắc của cơ thể khi đối mặt với những kẻ xâm phạm lãnh thổ hay khi bước vào mùa sinh sản. Khi gặp những kẻ xâm phạm lãnh thổ, những sọc đen và các vây trên cơ thể của A. lineatus trở nên sẫm màu, những sọc xanh sẽ sáng màu hơn; vùng đầu cũng trở nên sẫm màu nhưng hai bên má sẽ sáng màu hơn. Vào mùa sinh sản, màu sắc của A. lineatus trở nên rất nhạt, các sọc hầu như biến mất, ngoại trừ đầu, vây ngực, thùy đuôi chuyển sang màu đen.
Số gai ở vây lưng: 9; Số tia vây ở vây lưng: 27–30; Số gai ở vây hậu môn: 3; Số tia vây ở vây hậu môn: 25–28; Số tia vây ở vây ngực: 16; Số gai ở vây bụng: 1; Số tia vây ở vây bụng: 5; Số lược mang: 14–16.

## Sinh thái học
A. lineatus là một loài ăn tạp, chúng ăn các loại tảo đỏ và tảo lục, cũng như động vật giáp xác. Cá trưởng thành sống theo đàn, trong khi cá con sống đơn độc. Loài cá này sinh sản quanh năm.
Tuổi thọ cao nhất được ghi nhận ở A. lineatus là 46 năm tuổi.

### Loài lãnh thổ
A. lineatus là loài có tính lãnh thổ cao nên chúng rất hung hãn. Cá đực trưởng thành kiểm soát toàn bộ lãnh thổ cùng nhiều con cá cái trong hậu cung của nó Loài cá này được ghi nhận là đã xây dựng những hàng rào từ tảo (chủ yếu là từ tảo nâu Turbinaria) bao quanh khu vực lãnh thổ của chúng. Mục đích của việc xây dựng những hàng rào tảo ở A. lineatus là để phân chia lãnh thổ với đồng loại, vì những cá thể hàng xóm của nhau không kiếm ăn dọc theo ranh giới lãnh thổ chung của chúng.

### Quan hệ vớiA. leucosternon
A. lineatus, và cả Acanthurus leucosternon, có sự chồng lấn lãnh thổ không đáng kể đối với những đồng loại ở gần chúng, và hầu như không có sự chồng lấn lãnh thổ nào được ghi nhận giữa A. lineatus và A. leucosternon nếu cả hai là hàng xóm của nhau.
Khi chưa trưởng thành, cá con của A. leucosternon thường sinh sống trong lãnh thổ của những con cá cái của đồng loại còn đơn độc. Tuy nhiên, cá con của A. lineatus nhiều lần được quan sát là sống trong lãnh thổ của các cặp A. leucosternon, và nó cũng gây phiền toái đến cặp A. leucosternon này. Trong khi đó, cá con của A. leucosternon lại không được ghi nhận là sống trong lãnh thổ của bất kỳ cá thể A. lineatus nào. Cá con của A. lineatus cũng thường chia sẻ lãnh thổ của mình với một cá thể A. leucosternon cái sống đơn độc.

## Thương mại
A. lineatus là một trong những loài cá đuôi gai có giá trị cao và được nhắm mục tiêu đánh bắt ở nhiều nơi trong khu vực phân bố của chúng. A. lineatus cũng được nuôi làm cá cảnh với giá bán trực tuyến dao động từ 45 đến gần 120 USD một con.